# شاي تايلاندي

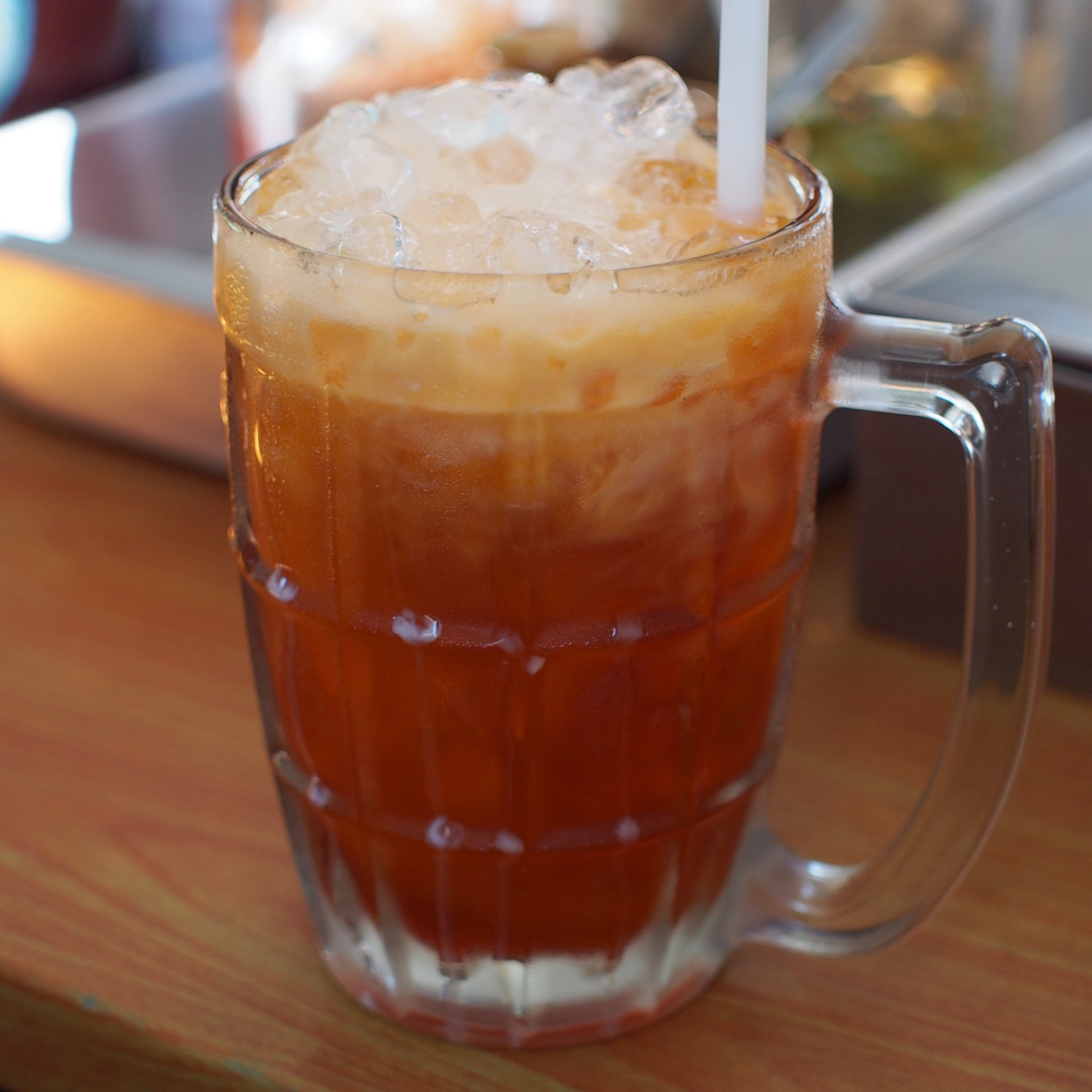
الشاي المثلج التايلاندي في أحد المطاعم في تايلاند

الشاي التايلاندي (بالتايلندية: ชาไทย)‏ هو مشروب تايلاندي مصنوع من الشاي الأسود السيلاني والحليب والسكر. الشاي التايلاندي الذي يتم استهلاكه في تايلاند لا يتم عادة تحضيره مع التوابل، على الرغم من أن العديد من الوصفات باللغة الإنجليزية المستوحاة من الشاي التايلاندي تشمل مكونات مثل اليانسون النجمي أو الهيل لتعزيز النكهة. ويتم تقديمه ساخنًا أو باردًا.
الشاي التايلاندي شائع في جنوب شرق آسيا ويتم تقديمه في العديد من المطاعم التي تقدم الطعام التايلاندي. عند تقديمه باردًا يُعرف بالشاي التايلاندي المثلج (بالتايلندية: ชาเย็น)‏. على الرغم من أن الشاي التايلاندي يشير عادة إلى الشاي المثلج التايلاندي، إلا أن هناك أيضًا أنواعًا أخرى من الشاي يمكن الإشارة إليها بالشاي التايلاندي. على سبيل المثال، يمكن أيضًا تسمية شاي الأعشاب التقليدي التايلاندي الذي يتم تصنيعه ضمن الطب التقليدي التايلاندي بالشاي التايلاندي. يمكن أيضًا الإشارة إلى شاي أولونغ التايلاندي، وهو شاي أولونغ مطبوخ بالبخار مع الزنجبيل وعشب الليمون ( إذخر ليموني) والكرفس، باسم الشاي التايلاندي.

## المكونات

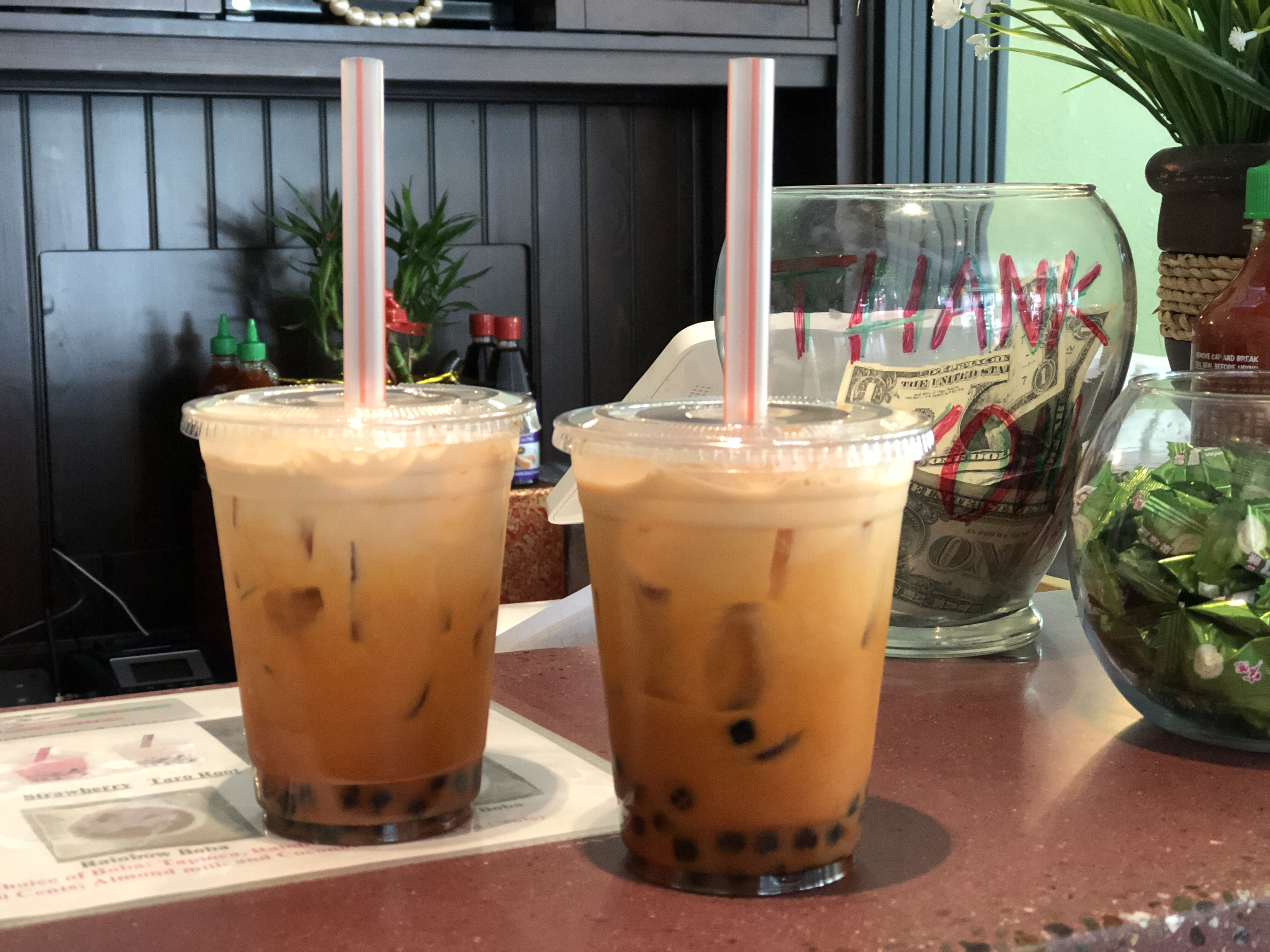
شاي الفقاعات التايلاندي المثلج

يتم تحضير المشروب من الشاي السيلاني القوي، أو من نوع محلي (تقليدي أو شبه بري) من ولاية آسام يُعرف باسم باي ميانج (بالتايلندية: ใบเมี่ยง)‏.
يتم تحلية الشاي بالسكر والحليب المكثف ويقدم باردًا. يتم سكب الحليب المبخر أو الحليب كامل الدسم على الشاي والثلج قبل التقديم لإضافة الطعم والمظهر الكريمي. في المطاعم التايلاندية، يتم تقديمه في كوب طويل، ولكن عند بيعه في أكشاك الشوارع والأسواق في تايلاند، قد يتم سكبه فوق الثلج المجروش في كيس بلاستيكي أو أكواب بلاستيكية طويلة. يمكن أيضًا تحويله إلى فرابيه لدى بعض البائعين.
يمكن إضافة لآلئ التابيوكا إلى الشاي التايلاندي لصنع شاي الفقاعات.

## أنواع الشاي التايلاندي

### البارد
- الشاي التايلاندي المثلج الداكن (بالتايلندية: ชาดำเย็น)‏ - الشاي التايلاندي يقدم مبردًا بدون حليب، ويُحلى بالسكر فقط. يعتمد المفهوم على الشاي الهندي التقليدي، والذي يستخدم كمكون رئيسي.
- شاي تايلاندي بالليمون (بالتايلندية: ชามะนาว)‏ - مشابه للشاي المثلج التايلاندي الداكن، ولكن بنكهة الليمون ومحلي بالسكر. يمكن إضافة النعناع أيضًا.

### الساخن
في تايلاند، غالبًا ما يُشرب الشاي التايلاندي الساخن في الصباح، وغالبًا ما يُشرب مع الباثونجكو (بالتايلندية: ชามะนาว)‏، وهي شرائح طويلة من العجين المقلي:
- الشاي التايلندي الساخن (بالتايلندية: ชาร้อน)‏ – شاي تايلندي يحتوي على السكر والحليب، يقدم ساخناً.
- الشاي الساخن التايلاندي الداكن (بالتايلندية: ชาดำร้อน)‏ – الشاي التايلاندي يقدم ساخنًا بدون حليب، ويُحلى بالسكر فقط.

## المعلومات الغذائية
الشاي التايلاندي يقدم فوائد صحية متعددة، مثل دعم صحة القلب وتقليل الوزن وتقليل الالتهابات، ويُعتبر خيارًا آمنًا لمعظم الأشخاص عند تناوله بانتظام. يعتبر الشاي التايلاندي مصدرا جيدا للالكولين والكافيين والمغنيسيوم والبوتاسيوم.

### الفوائد الصحية المحتملة للشاي التايلاندي
1. تقليل الوزن يحتوي الشاي التايلاندي على البوليفينولات التي تساعد على امتصاص الدهون والسكريات المعقدة، مما يحد من السمنة.
2. خفض الكوليسترول شرب الشاي الأسود يوميًا يمكن أن يقلل من مستويات الكوليسترول الضار، مما يعزز صحة القلب.
3. تقليل خطر السكتة الدماغية تشير الدراسات إلى أن الشاي الأسود يقلل بشكل كبير من خطر الإصابة بالسكتة الدماغية.
4. تحسين صحة القلب يساعد على عكس بعض مشكلات الشرايين المرتبطة بأمراض القلب وتحسين عملية الأكسدة في الدم.
5. تأثيرات مضادة للالتهابات غني بمضادات الأكسدة التي تدعم جهاز المناعة وتقلل الالتهابات، مما يحمي من الأمراض المزمنة.
6. خصائص مضادة للميكروبات قد يساعد في تعزيز الهضم ودعم صحة الجهاز المناعي بفضل خصائصه المضادة للميكروبات.

### المخاطر المحتملة
الشاي التايلاندي آمن بشكل عام، لكنه يحتوي على الكافيين. لذا يُفضل تجنبه من قِبل الأشخاص الذين يعانون من مشكلات في القلب أو حساسيات تجاه الكافيين.

## نبذة تاريخية

#### الجذور التاريخية لشاي التايلاندي[8]
تعود تقاليد شرب الشاي في تايلاند إلى أكثر من أربعة قرون، حيث تم تسجيلها خلال فترة حكم الملك ناراي في مملكة أيوثايا. ووصف الدبلوماسي الفرنسي سيمون دي لا لوبيير في رسائله عام 1687 ثقافة الشاي في سيام (تايلاند حاليًا):
"لا يُشرب الشاي إلا في العاصمة. التايلانديون مهرة في إعداد الشاي ويستمتعون بتقديمه للزوار. لا يضيف سكان سيام السكر إلى الشاي ويشربونه ساخنًا مثل الصينيين. يُعتبر رفض الشاي تصرفًا غير لائق؛ يجب الجلوس وشرب الشاي عند الدعوة."
مع مرور الوقت، تسللت العادات الهندية بإضافة الحليب إلى الشاي إلى الثقافة التايلاندية. وبحلول أواخر القرن التاسع عشر، بدأ رواد الأعمال التايلانديون في بيع الحليب المكثف المحلى، مما أضاف طابعًا مميزًا لتجربة شرب الشاي.
أحدث إنشاء أول مصنع للثلج في عام 1903 ثورة في عالم المشروبات في تايلاند، حيث أصبح من الممكن تقديم الشاي باردًا. وبحلول عشرينيات القرن الماضي، كانت المقاهي تقدم الشاي المثلج بجانب المشروبات الساخنة، وأصبح الشاي بالحليب والسكر شائعًا في المنازل والمقاهي.

#### ولادة الشاي التايلاندي الحديث[8]
الشاي التايلاندي المثلج بشكله الحالي ظهر في عام 1945 مع إطلاق علامة ChaTraMue. مؤسس العلامة، وهو مهاجر صيني إلى تايلاند، استورد الشاي الأحمر وقدم مشروبًا لبنيًا نال إعجاب العملاء بسرعة. على مر العقود، تطورت الوصفة، حيث أصبحت أوراق شاي آسام أو شاي سيلان أو مزيج منهما قاعدة للمشروب. ومع ذلك، لا تزال طريقة التحضير بسيطة: يتم مزج الشاي مع الحليب والسكر، ويُضاف الثلج للحصول على مشروب منعش في الصيف.

## روابط خارجية
5 Amazing Benefits of Thai Tea